# Bicicleta prono

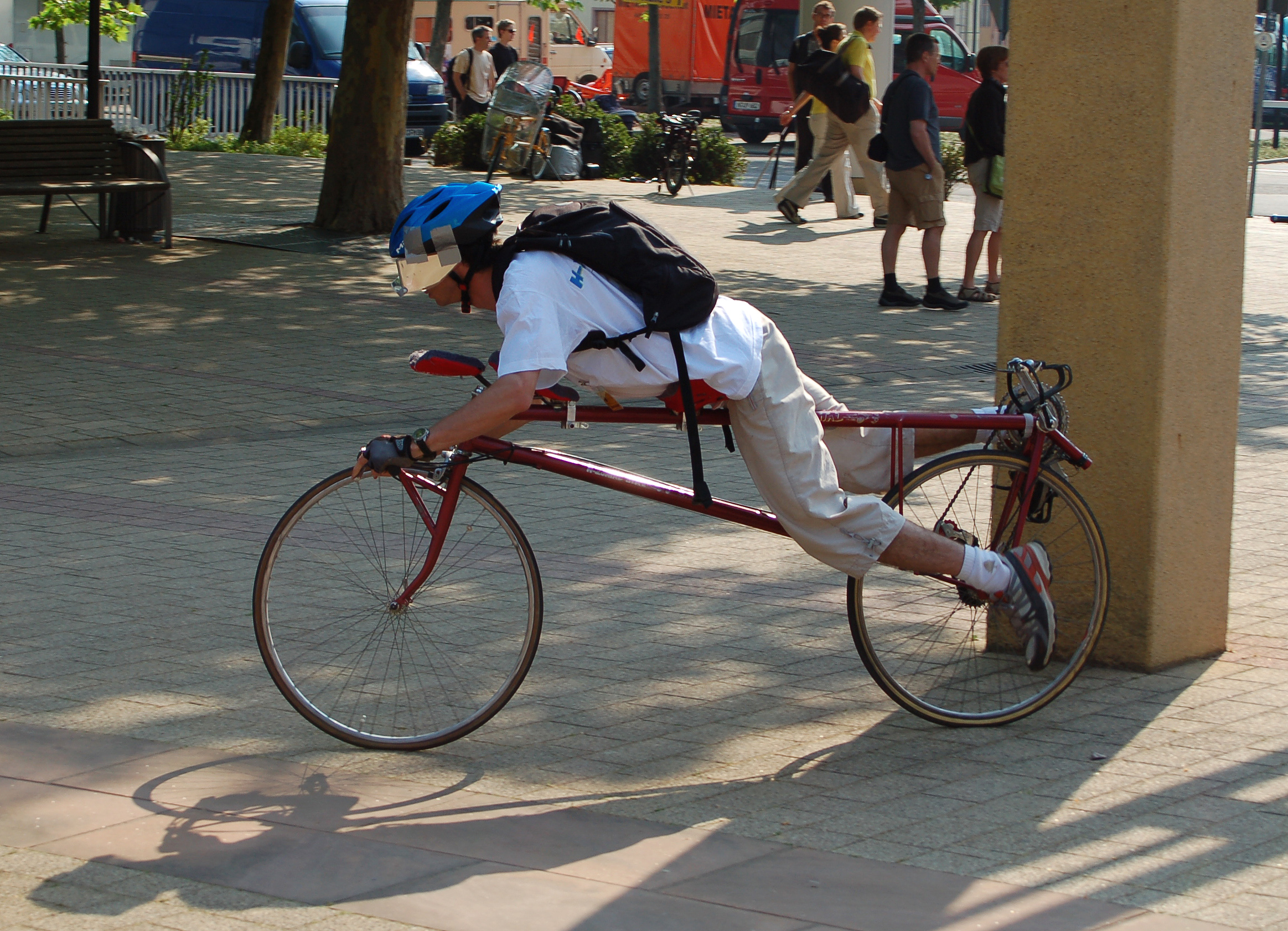
Bicicleta prono

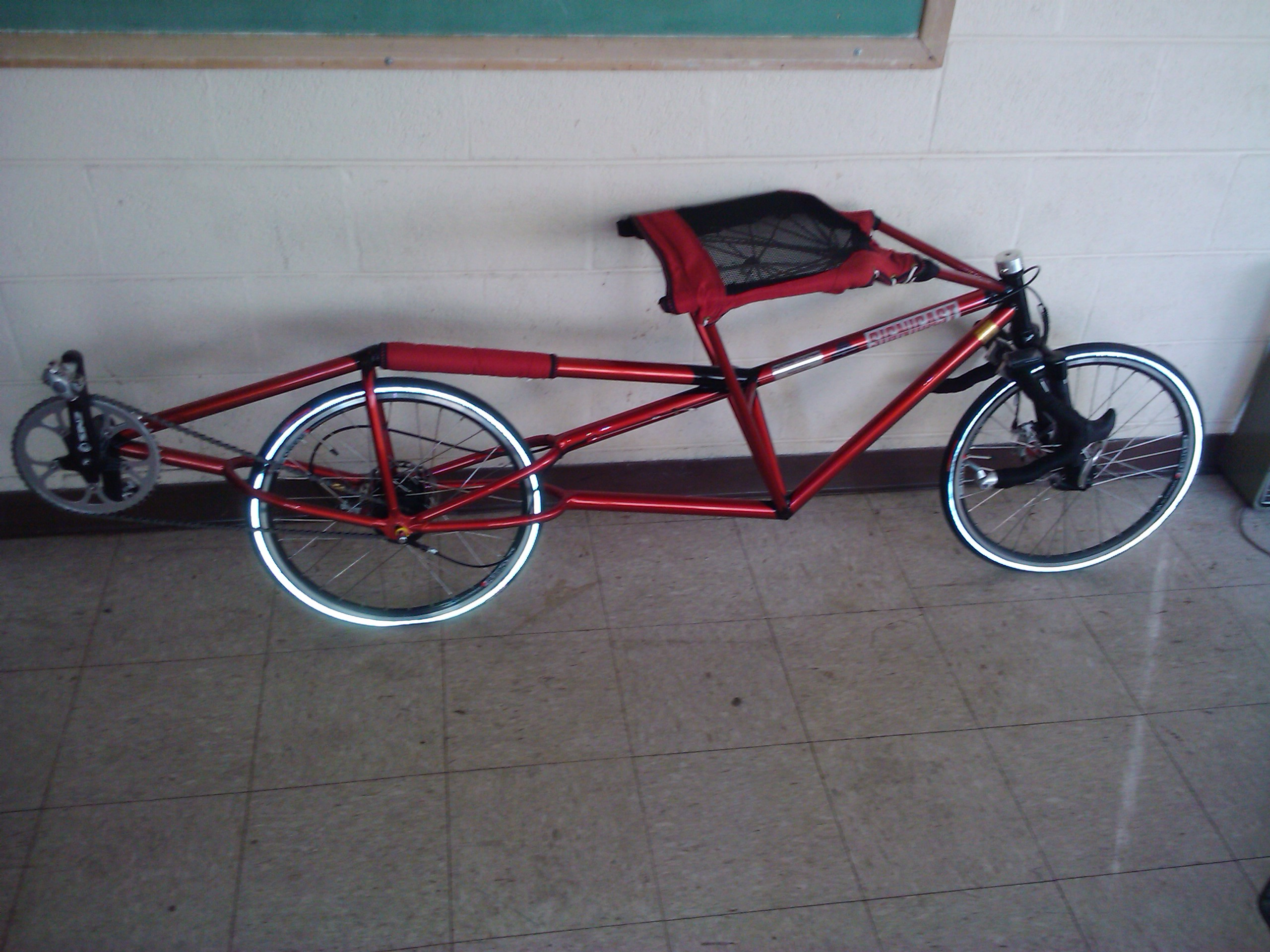
Bicicleta prono construida por estudiantes en MSOE

Una bicicleta prono es una bicicleta  qué sitúa al ciclista en una posición tendida decúbito prono, es decir con el vientre hacia abajo. El eje pedalier está situado en la parte trasera de la bicicleta; el ciclista descansa sobre una pequeña plataforma o pequeño asiento para las caderas o el pecho. La posición del ciclista puede reducir la resistencia aerodinámica y por tanto aumentar la eficacia del vehículo. También puede ser más cómoda o ergonómica que otras bicicletas.[cita requerida]
La primera bicicleta prono fue desarrollada y comercializada por la compañía americana Darling en 1897, pero la mayoría de las bicicletas prono se hacen por sus propios dueños. Hay pocos modelos de producción en serie.
En mayo de 2012, Graeme Obree anunció que estaba construyendo una bicicleta prono para su tentativa de batir el récord de velocidad para vehículos de propulsión humana terrestres. Él compitió en los campeonatos del mundo de velocidad de propulsión humana de 2013 en Battle Mountain, en Nevada, donde se fijo un nuevo récord que superaba al anterior de 82,8 mph. Obree consiguió una velocidad de 56,62 mph el 12 de septiembre de 2013.